# Stazione di Saronno Sud
Stazione di Saronno Sud vasútállomás Olaszországban, Lombardia régióban, Saronno településen.

## Vasútvonalak
Az állomást az alábbi vasútvonalak érintik:
- Milánó–Saronno-vasútvonal
- Novara-Seregno-vasútvonal

## Kapcsolódó állomások
A vasútállomáshoz az alábbi állomások vannak a legközelebb:
- Stazione di Caronno Pertusella (Milánó–Saronno-vasútvonal)
- Stazione di Saronno (Milánó–Saronno-vasútvonal, Novara-Seregno-vasútvonal)
- Stazione di Ceriano Laghetto-Solaro (Novara-Seregno-vasútvonal)